# Армат
Флавий Армат (на латински: Flavius Armatus, на гръцки: Ἁρμάτος; † 477, Константинопол) е политик и военачалник на Източната Римска империя през 5 век.

## Биография
Армат е magister militum при императорите Лъв I, Флавий Василиск и Зенон. Племенник е на император Василиск и на императрица Верина, съпругата на византийския император Лъв I. Баща е на Василиск (цезар 476 г.).
Към края на управлението на Лъв I, Армат е magister militum per Thracias и потушава бунт в Тракия вероятно през 471 г., когато тракийският гот Теодорих Страбон организирва бунт след убийството на Аспар. Отсича ръцете на пленените тракийци и ги изпраща обратно при бунтовниците.
През 475 г. Армат участва в узурпацията на Василиск. По настояване на съпругата на Василиск Елия Зенона той става magister militum praesentalis. През 476 г. той е консул заедно с император Флавий Василиск.
Участва в смъкването на Василиск и е на страната на Зенон през лятото 476 г., който през 477 г. поръчва убийството на Армат.